# 晁載之
晁載之（1066年—?），字伯宇，一字伯羽，北宋濟州鉅野（今山東巨野）人。
翰林學士晁文元五世孫。晁迥從子。晁補之的堂哥。与弟冲之俱学诗于陈师道，绍圣三年官濠州参军，绍圣四年锁厅中進士，崇宁二年为新乡令，崇宁五年权陈留尉，終官封丘縣丞。黃庭堅稱文章能守晁迥家法，並以其《閔吾廬賦》推薦給蘇軾，當時尚未滿二十歲。有《封丘集》二十卷，已佚。